# الوعر (حمص)
الوعر هو حي يقع في محافظة حمص، ويبعد حوالي 5 كيلومترات إلى الجنوب الغربي من مدينة حمص. يُعتبر جزءًا من المنطقة الريفية المحيطة بالمدينة، ويعرف رسميًا باسم "حمص الجديدة".
يحد حي الوعر من الشرق والجنوب الشرقي بساتين الميماس، ومن الشمال الشرقي الكلية الحربية، ومن الشمال الغربي غابة تفصل الحي عن قرى ريف حمص الشمالي، ومن الجنوب الغربي قرية المزرعة.
شهد الحي في 27 أكتوبر 2013 حصارًا من قبل قوات النظام السوري، وتعرض للقصف من قبل قوات موالية للنظام، مما أسفر عن سقوط العديد من الضحايا المدنيين. كما أصبح الحي ملجأً للنازحين من أحياء حمص القديمة بسبب المعارك العنيفة بين الجيش السوري والمعارضة.
تعرض الوعر لأساليب حصار مشابهة لتلك التي استهدفت حمص القديمة من قبل قوات الحكومة وحلفائها، مما جعل الأوضاع فيه صعبة للغاية على السكان.

## السكان
كان سكان حي الوعر يعتمدون بشكل رئيسي على الزراعة وتربية المواشي، حيث تشتهر المنطقة بزراعة القمح والشعير والخضروات.
يبلغ عدد سكان الحي نحو 50 ألف نسمة، ويتميز بارتفاع نسبة المتعلمين والمثقفين، حيث تصل نسبة التعليم فيه إلى حوالي 98%.
يعمل معظم السكان في وظائف مختلفة، سواء في القطاع العام أو الخاص، كما يضم الحي عدداً كبيراً من الأطباء والتجار، إلى جانب الطلاب في المدارس والجامعات.
يتميز حي الوعر بتنوعه الطائفي، حيث يقطنه مسلمون ومسيحيون، ومعظم السكان من السوريين، إلى جانب بعض العائلات الفلسطينية.
في ربيع عام 2012، نزح عدد كبير من سكان أحياء حمص القديمة إلى حي الوعر بسبب تصاعد حدة المعارك بين الجيش السوري ومقاتلي المعارضة، مما أدى إلى تضاعف عدد سكان الحي ليصل إلى نحو 300 ألف نسمة.
وفي 27 تشرين الأول (أكتوبر) 2013، فُرض حصار محكم على الحي وسط اشتباكات عنيفة، خاصة في الجزيرة السابعة، التي تعرضت لتدمير شبه كامل طال معظم أبنيتها وأبراجها.

## التقسيم الإداري
يقسم الوعر إلى قسمين:
- الوعر القديم
- الوعر الجديد: الذي يقسم إلى (الجزيرة الأولى، الجزيرة الثانية، الجزيرة الثالثة، الجزيرة الرابعة، الجزيرة الخامسة، الجزيرة السادسة، الجزيرة السابعة، الجزيرة الثامنة). تتميز الجزيرة السابعة والثامنة بأنهما الأحدث.

يحوي الحي على العديد من الأبراج التي تتراوح عدد الطوابق فيها بين 9 ،13 طابق

## الخدمات

### التعليم
يضم حي الوعر عدداً من المدارس الحكومية التي تلعب دوراً مهماً في توفير التعليم لسكانه، ومن أبرزها مدرسة عبد الوهاب الشواف، مدرسة أحمد المبارك، مدرسة أحمد العيسى، مدرسة خولة بنت الأزور، مدرسة الحسن بن الهيثم، مدرسة الكندي، مدرسة صلاح غالي، مدرسة قرطبة، مدرسة الرائدة العربية، ومدرسة نوري حوا. بالإضافة إلى هذه المدارس، يوجد في الحي المعهد الصحي، الذي يختص بتأهيل الكوادر في المجال الطبي.
إلى جانب المدارس الحكومية، يضم الحي أيضاً عدداً من المدارس الخاصة، التي توفر خيارات تعليمية متنوعة، ومن أبرزها مدرسة الخيرية ومدرسة الخنساء، حيث تقدم هذه المدارس مناهج دراسية متطورة وتسهم في رفع المستوى التعليمي لسكان المنطقة.

### المرافق
يضم حي الوعر القصر العدلي، المعروف بالسرايا، والذي يضم المحاكم الخاصة بمدينة حمص. كما يجري العمل على إنشاء مشفى حمص الوطني الكبير، إلى جانب وجود المشفى العسكري، مشفى الوليد، مشفى البر، ومؤسسة بنك الدم، مما يجعل الحي أحد المراكز الطبية المهمة في المدينة.
يحيط بالحي عدد كبير من المقرات والقطع العسكرية، خاصة من الجهتين الشرقية والشمالية، ومن أبرزها الكلية الحربية، ما يمنحه أهمية استراتيجية وأمنية كبيرة. كما يتمتع بموقع جغرافي مميز، حيث تحده من الشمال غابة صغيرة تُعد متنزهاً لسكان حمص، بينما يحده من الجنوب بساتين حمص ونهر العاصي، مما يضفي عليه طابعاً طبيعياً جميلاً.
يضم الحي العديد من المنشآت والمرافق الحيوية، حيث توجد فيه قاعة زنوبيا للمؤتمرات التي تُستخدم للفعاليات والندوات المختلفة، بالإضافة إلى فرن آلي يوفر الخبز للسكان، ومديرية البيئة، ومركز للبريد، ومؤسسة الاستشعار عن بعد، مما يسهم في توفير الخدمات الأساسية للمدينة. كما يحتوي الحي على عدد كبير من الحدائق التي تعد متنفساً للعائلات، إلى جانب مراكز تجارية بارزة مثل مول ماجستيك، ومدينة المعارض، التي تُقام فيها الفعاليات التجارية والثقافية.
فيما يتعلق بالبنية الأمنية والخدمية، يوجد في الحي مركز إطفاء مجهز بأربع سيارات إطفاء للتعامل مع حالات الطوارئ، إضافة إلى مخفر للشرطة يعزز الأمن في المنطقة. أما دور العبادة، فتوجد في الحي عدة مساجد، من بينها جامع فاطمة، جامع الروضة، جامع الرئيس، جامع العز، وجامع أبو حنيفة النعمان، كما يضم كنيسة القديسين بطرس وبولس، مما يعكس التنوع الديني بين سكانه.

### الشوارع
- الشوارع الرئيسية: طريق مصياف ( شمال) ،شارع 16 تشرين ( جنوب ) ،شارع الرئيس ( شرق ) ،شارع الغابة ( غرب )
- الشوارع الداخلية: شارع الفردوس ،طلعة راكان ،شارع البريد ،شارع الاتحاد النسائي ،شارع الثورة

## معرض الصور
- file:waer 1.jpg
- file:waer 3.jpg
- file:waer 5.jpg
- file:waer 7.jpg
- file:waer 9.jpg
- file:waer 11.jpg
- file:waer 13.jpg
- file:waer 15.jpg
- file:waer 17.jpg
- file:waer 19.jpg
- file:waer 21.jpg
- file:waer 23.jpg
- file:waer 25.jpg
- file:waer 27.jpg
- file:waer 29.jpg
- file:waer 31.jpg
- file:waer 33.jpg

## مواقع ذات صلة
- موقع محافظة حمص.
- خريطة حمص ومعالمها.